# Обухов, Владимир Александрович
Владимир Александрович Обухов (18 сентября 1929, Москва — 8 декабря 2009, там же) — российский учёный, педагог, преподаватель, профессор, врач, хирург, доктор медицинских наук.

## Биография
- В. А. Обухов родился в Москве в семье управляющего трестом Союзлифтмонтаж Александра Ивановича Обухова и учительницы Клавдии Акимовны Обуховой (девичья фамилия Клавдия Акимовна Бирюкова).
- Окончил Московский стоматологический институт в 1953 году.

## Профессиональный путь
- В. А. Обухов всю жизнь более 50 лет работал хирургом в Москве. Удачно совмещая теорию и практику лечебной деятельности, он участвовал в практическом и теоретическом исследовании актуальных проблем современной хирургии: операции на сосудах, хирургия сердца, электростимуляция органов, хирургия легких, пищевода и желудка, лечение артериальных расстройств.

## Общественная деятельность
- В. А. Обухов был членом партии Единая Россия, членом участковой избирательной комиссии, активно занимался подготовкой и проведением выборов в муниципальные органы власти, московскую городскую думу, Государственную Думу Российской Федерации, выборов Президента Российской Федерации.

## Научная деятельность и труды
- В. А. Обухов часто печатался в специализированных медицинских журналах и изданиях. Его перу принадлежат следующие книги и монографии, вышедшие отдельными изданиями в СССР, Российской Федерации и за рубежом:
- «Раковые клетки: миф или реальность?». Москва, 1993 год.
- «О профилактике рака: народные методы и рецепты. Эффективность, пригодность, применимость». Москва, 1994 год.
- «Заболевания сердца: что принес XX век». Москва, 1996 год.
- «Хирургия в домашних условиях: пути и проблемы». Москва, 1996 год.
- «Как стать врачом: призвание к профессии». Москва, 1997 год.
- «Новые методы неинвазивного вмешательства в области хирургии аорты и артерий». Москва, 1998 год.
- «От простого к сложному: лестница медицинских знаний». Москва,
- «Лечение болезней кровообращения, вызванных хроническим курением». Москва, 2000 год.
- «О целесообразности применения корсетов женщинами: история, практика, показания и противопоказания. Новый взгляд на старую проблему». Москва, 2001 год.
- «Профилактика заболеваний желудочно-кишечного тракта, развивающихся на фоне хронического алкоголизма». Москва, 2002 год.
- «Трофические язвы: выявление, симптоматика, методы лечения». Москва, 2003 год.
- «Современные методы профилактики желудочных расстройств». Москва, 2004 год.
- «Лечение болезней органов дыхания нелекарственными (народными) средствами». Москва, 2005 год.
- «Травматология в спорте и в условиях активного отдыха: параллели, различия, общие подходы к лечению травм и заболеваний». Санкт-Петербург, 2005 год.
- «Болезни центральной нервной системы: взгляд хирурга-практика на общие проблемы заболеваний». Москва, 2006 год.
- «О новых подходах к выявлению раковых клеток на ранней стадии». Москва, 2007 год.
- «Аортокоронарное шунтирование: рецепт спасения жизни знаменитостей и обычных людей». Санкт-Петербург, 2007 год.

## Научные и почётные научные звания
- Научные звания и степени: доктор медицинских наук.
- Почётный член Шведского общества «Аорта».
- Почётный член Шведской Академии медицины.
- Почётный член Академии медицинских наук Каталонии (Испания).
- Заслуженный деятель науки РСФСР.

## Личная жизнь
- Жена — Обухова Ирина Алексеевна, медик, старшая медицинская сестра.
- Сын — Обухов Александр Владимирович, концертный импресарио, певец, композитор.
- Сын — Обухов Андрей Владимирович, рабочий-электромонтажник.